# UnidosUS
Ne doit pas être confondu avec La Raza Unida.
UnidosUS est un groupe de défense sans but lucratif et non-partisan aux États-Unis. Il a pour but affiché de réduire la pauvreté et la discrimination, et d'améliorer les opportunités pour les Hispaniques. Il s'agit de la principale organisation de défense des droits des Hispaniques aux États-Unis. UnidosUS reçoit des fonds de la part d'organisations philanthropiques, tel que la Fondation Ford, et des entreprises comme Citigroup et Walmart.
Le National Council of La Raza (NCLR, Conseil national de la race en français) est fondé en 1972 et fait suite au Southwest Council of La Raza, formé en 1968.
UnidosUS agit à travers ses organisations affiliées, près de 300 organisations communautaires. Le siège social du NCLR est situé à Washington et il existe huit bureaux régionaux (Atlanta, Chicago, Los Angeles, New York, Phoenix, Sacramento, San Antonio, et San Juan, Porto Rico). Son président actuel est Janet Murguía.
En juillet 2017, le NCLR change son nom en UnidosUS.